# Poroštica (Lebane)
Pour les articles homonymes, voir Poroštica.
Poroštica (en serbe cyrillique : Пороштица) est un village de Serbie situé dans la municipalité de Lebane, district de Jablanica. Au recensement de 2011, il comptait 69 habitants.

## Démographie
| 1948 | 1953 | 1961 | 1971 | 1981 | 1991 | 2002 | 2011 |
| ---- | ---- | ---- | ---- | ---- | ---- | ---- | ---- |
| 667  | 716  | 620  | 459  | 332  | 195  | 113  | 69   |

|  |